# ری گری
ری گری (انگلیسی: Ray Grey؛ ‏ ۱۹ فوریهٔ ۱۸۹۰ – ۱۸ آوریل ۱۹۲۵) بازیگر و کارگردان فیلم اهل ایالات متحده آمریکا بود.
از فیلم‌هایی که وی در آن‌ها نقش داشته‌است، می‌توان به شیخ اعرابی، مالی ئو، پائین مزرعه و سالومه در برابر شنندوا اشاره نمود.